# Obratnyj otstjot
Obratnyj otstjot (russisk: Обратный отсчёт) er en russisk spillefilm fra 2006 af Vadim Sjmeljov.

## Medvirkende
- Andrej Merzlikin som Maks
- Maksim Sukhanov som Starsjij
- Leonid Jarmolnik som Krot
- Oksana Akinsjina som Anna
- Oleg Stefan som Martin